# True Panther Sounds
True Panther Sounds är ett amerikanskt skivbolag bildat 2004 som sedan 2009 är helägt av Matador Records. Bland annat Girls, Delorean och King Krule har släppt material på skivbolaget.